# Parque Nacional do Iona
O Parque Nacional de Iona é o maior parque nacional de Angola. Está situado no canto sudoeste do país, na província do Namíbe. É mais ou menos delimitada pelo Oceano Atlântico a oeste, uma escarpa a leste que marca o início do planalto interior, o rio Curoca ao norte e o rio Cunene ao sul. São cerca de 200 quilômetros ao sul da cidade de Namíbe e cobre 15.000 quilômetros quadrados.
A topografia de Iona é caracterizada por dunas móveis, vastas planícies e montanhas e falésias ásperas. A precipitação média anual não é superior a 30 mm. O rio Curoca é intermitente, mas possui lagoas, enquanto o Cunene é permanente e possui áreas pantanosas em sua foz.
Iona foi proclamada como reserva em 1937 e atualizada para um parque nacional em 1964. Contudo, como é verdade para a maioria dos parques angolanos, a Guerra Civil angolana perturbou bastante a área. A caça furtiva e a destruição da infraestrutura causaram danos consideráveis ao parque, que antes era rico.
Nos últimos anos, vários projetos governamentais e internacionais trabalharam na reconstrução da infra-estrutura do parque, que esperam convidar os turistas a voltar. O turismo pode fornecer um valor econômico tangível para as comunidades vizinhas, dando-lhes uma razão para proteger o parque. 

## Geografia
Iona fica no norte do deserto do Namíbe, o único verdadeiro deserto do sul da África. A área, também conhecida como Deserto Kaokoveld, é considerada um dos desertos mais antigos do mundo, data de 55 a 80 milhões de anos atrás. Enfrenta o Oceano Atlântico por 180 quilômetros à beira da Corrente de Benguela, uma nascente fria das profundezas do Atlântico que cria um rico ecossistema no mar. A leste, Iona sobe à base da Grande Escarpa nas montanhas Tchamaline e Cafema. Iona é limitada ao norte e ao sul pelos rios Cunene e Curoca, respectivamente. O clima é digno de nota pelas fortes neblinas criadas quando o ar frio e úmido da nascente de Benguela encontra o ar quente e seco do deserto. As fortes neblinas e correntes levaram a vários naufrágios ao longo da história. A costa é às vezes chamada de Costa do Esqueleto, depois desses naufrágios, bem como dos numerosos esqueletos de baleias e focas encontrados nas praias. A área é classificada como um clima quente no deserto, (KWh) na classificação do clima Köppen.
O parque é contíguo ao Parque Nacional da Costa do Esqueleto na Namíbia, que é contíguo ao Parque Nacional Namib-Naukluft, de modo que as três áreas protegidas formam um bloco contínuo cobrindo cerca de 50.000 km 2 da costa do deserto do Namíbe e dunas adjacentes.

## Flora e Fauna

### Flora
De acordo com o Ministério do Meio Ambiente de Angola, existem três tipos de vegetação no Parque Nacional de Iona:
- Estepes sub-costeiras com componentes lenhosos e herbáceos: Esse tipo de vegetação é uma formação sub-costeira do tipo africana, dominada pelas espécies Acácia, Commiphora, Colophosphormum, Aristida, Schmidita e Staria .

- Estepes costeiras, que correspondem a vegetação semelhante ao sub-deserto: este tipo de vegetação é dominado pelas espécies Aristida, Cissus, Salvadora e Welwitschia .

- Deserto com dunas em movimento: este tipo de vegetação é dominado pelas espécies Odyssea e Sporobolus.[5]

O parque é o principal habitat de Welwitschia mirabilis, uma planta às vezes chamada de " fóssil vivo ". A planta deriva sua umidade do orvalho da névoa do mar  que chega do Atlântico. O orvalho é absorvido pelas folhas e não apenas pelas raízes.

### Fauna
Devido ao seu habitat e clima distintos, Iona e o deserto de Kaokoveld têm vários animais endêmicos, principalmente répteis . Das 63 espécies registradas na ecorregião, oito são estritamente endêmicas. As endêmicas incluem dois lagartos, três lagartixas e três escíncidos.  A foz do rio Cunene, ao sul, abriga uma pequena área úmida, importante para a migração de aves. Guepardos da África do Sul foram avistadas no parque pela primeira vez em 2010.

## Conservação

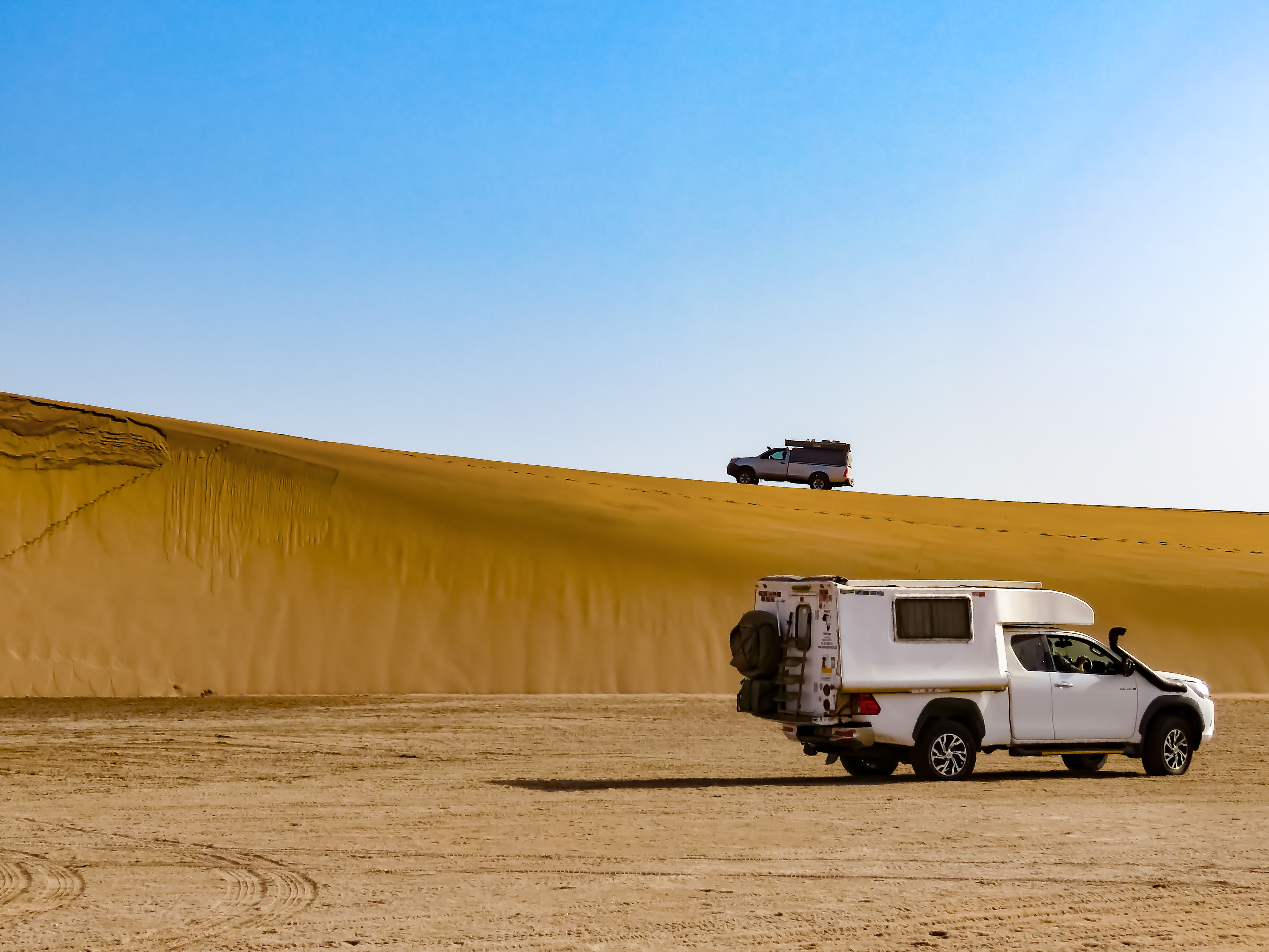
Dune bashing

Desde 2009, um programa multinacional sob o PNUD vem trabalhando com o Ministério do Meio Ambiente de Angola e líderes locais para reabilitar o parque. Os resultados foram registrados no treinamento e desenvolvimento da equipe local, melhorias na infraestrutura do parque (cercas, estradas, abastecimento de água, gerenciamento de resíduos, etc.) e no desenvolvimento de um gerenciamento adequado para Iona. A partir de janeiro de 2020, o Iona National Park está sob a administração da African Parks, uma organização não governamental ( ONG ) focada na conservação. Juntamente com o Governo, a African Parks trabalhará em estreita colaboração com as comunidades locais, implementarão a aplicação da lei, restaurarão a vida selvagem e posicionarão o parque como um destino-chave, para garantir a sustentabilidade ecológica, social e econômica a longo prazo do Parque Nacional de Iona.